# Église Saints-Cyrille-et-Méthode de Graz
L'église Saints-Cyrille-et-Méthode de Graz (allemand : Kirche Hl. Kyrill und Method) est une église orthodoxe serbe située dans l'arrondissement de Gries à Graz, en Autriche. Elle est dédiée aux « Apôtres des Slaves » Cyrille et Méthode. Elle servait autrefois au culte catholique sous le nom d'église du Sauveur-Crucifié (Kirche zum gekreuzigten Heiland).

## Historique
Cette église située sur le terrain du cimetière central de Graz est construite dans un style néo-gothique de brique. Tout comme les autres bâtiments du cimetière, elle est conçue par l'architecte Carl Lauzil (de), d'abord comme un lieu pour les bénédictions funéraires. Sa construction débute en 1886. Le 4 octobre 1895, elle est bénie comme église catholique sous le nom d'église du Sauveur. Elle est consacrée le 14 mai, après l'achèvement de l'autel et de son symborium.
L'édifice est renommé en église du Sauveur-Crucifié en 1918, puis élevé au rang d'église paroissiale indépendante en 1939 ou 1940. En 1996, la paroisse est dissoute et incorporée à la paroisse Saint-Jean (de), tandis que l'église est mise à disposition de l'éparchie d'Europe centrale pour la communauté orthodoxe serbe de Styrie. La paroisse et l'église sont alors dédiées aux saints Cyrille et Méthode. L'Église catholique reste toutefois propriétaire de l'édifice.

## Architecture

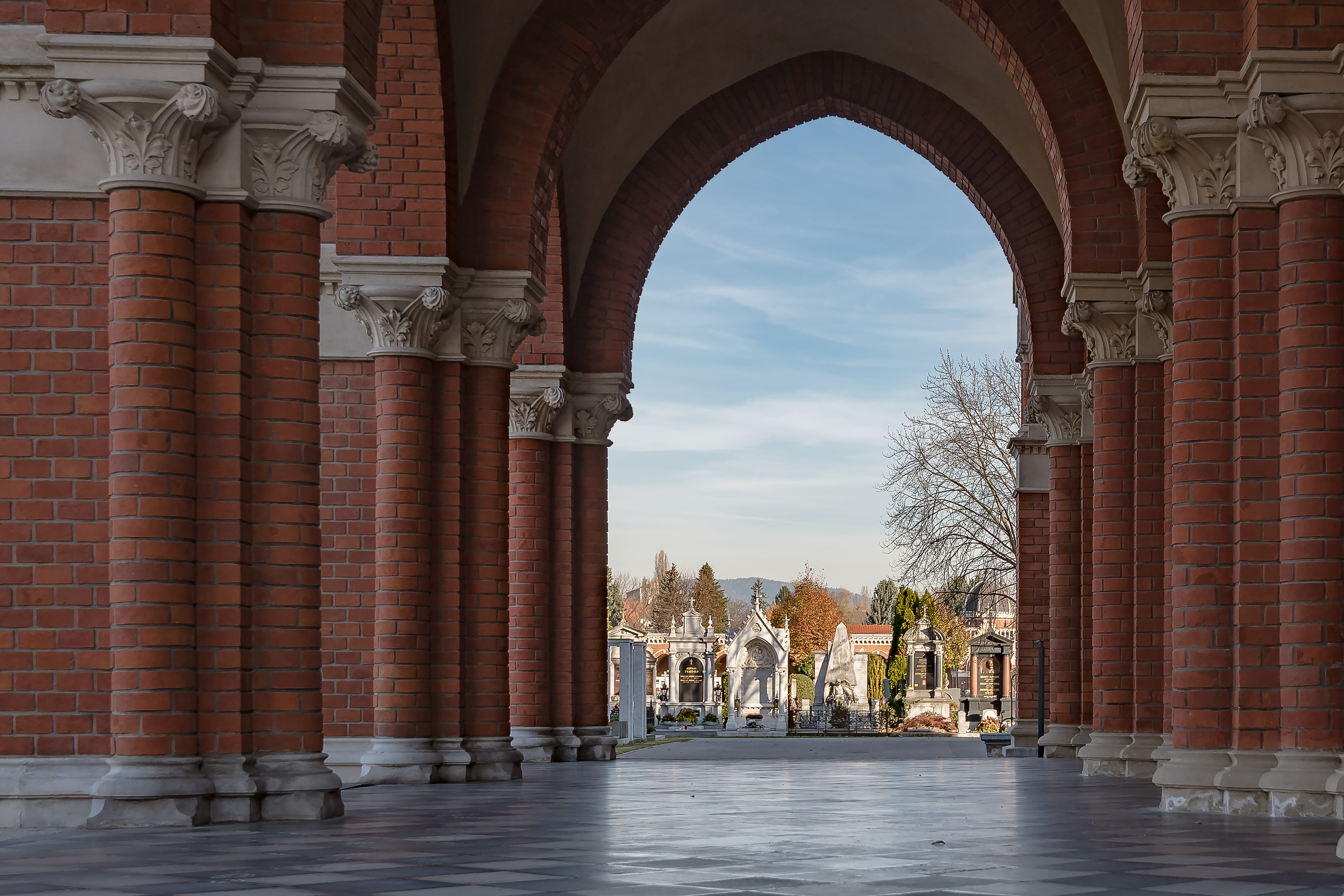
Vue vers le nord à travers le portail d'entrée de l'église.

Située dans l'axe central du cimetière, l'église au plan carré est surmontée d'une coupole double centrale flanquée de deux petites coupoles. L'édifice central est relié au nord et au sud à la salle de bénédiction et de mise en bière par des passages à arcades. Les façades latérales comportent d'imposantes fenêtres circulaires. À l'intérieur de l'édifice, les statues des quatre évangélistes ornent l'espace sous la coupole.
L'autel principal, fait de grès et placé sous la coupole, est décoré d'une représentation du Rédempteur.